# 護摩

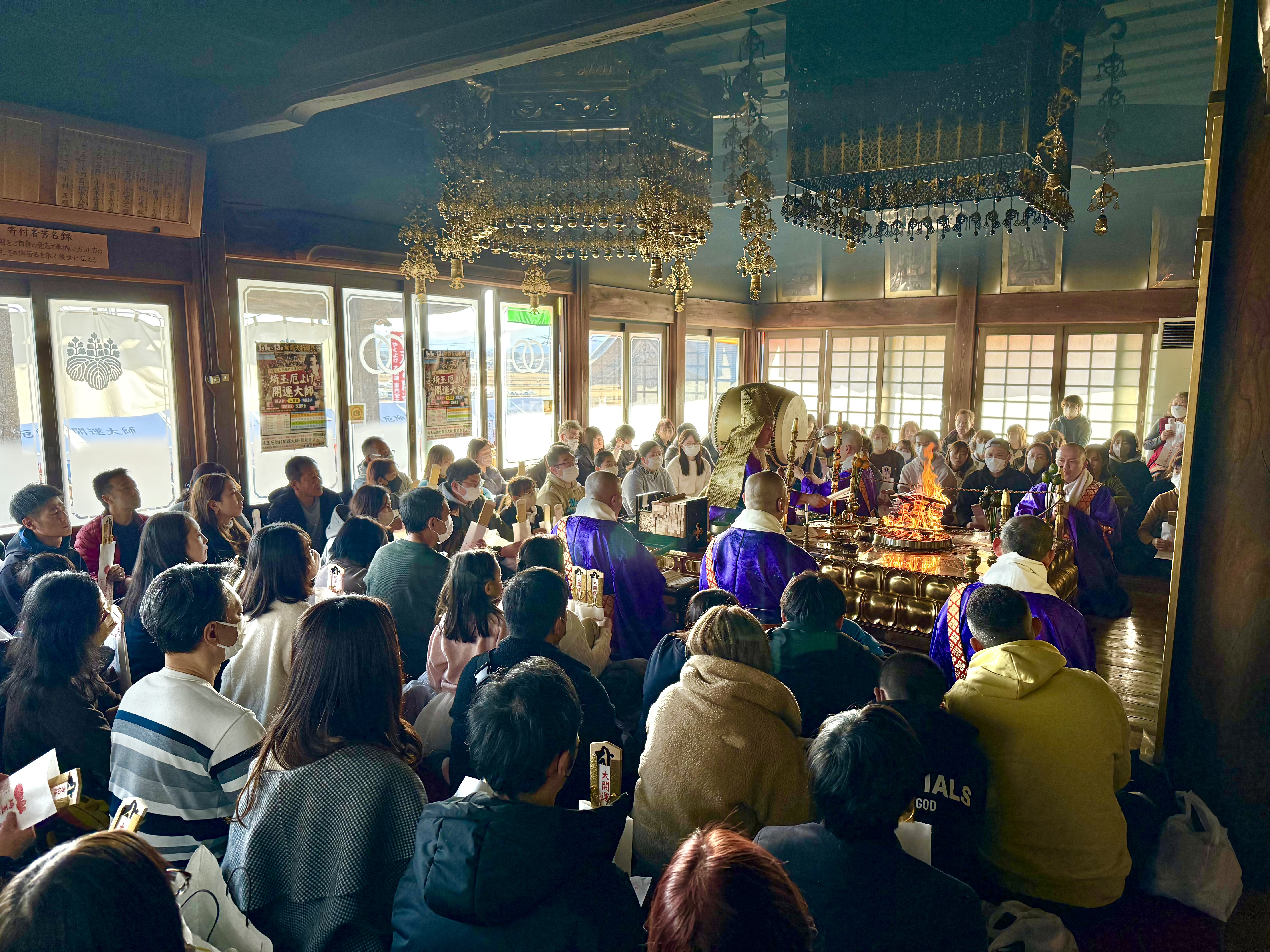
日本三大厄除け開運大師の一つ、龍泉寺で厄除けとして行われる護摩

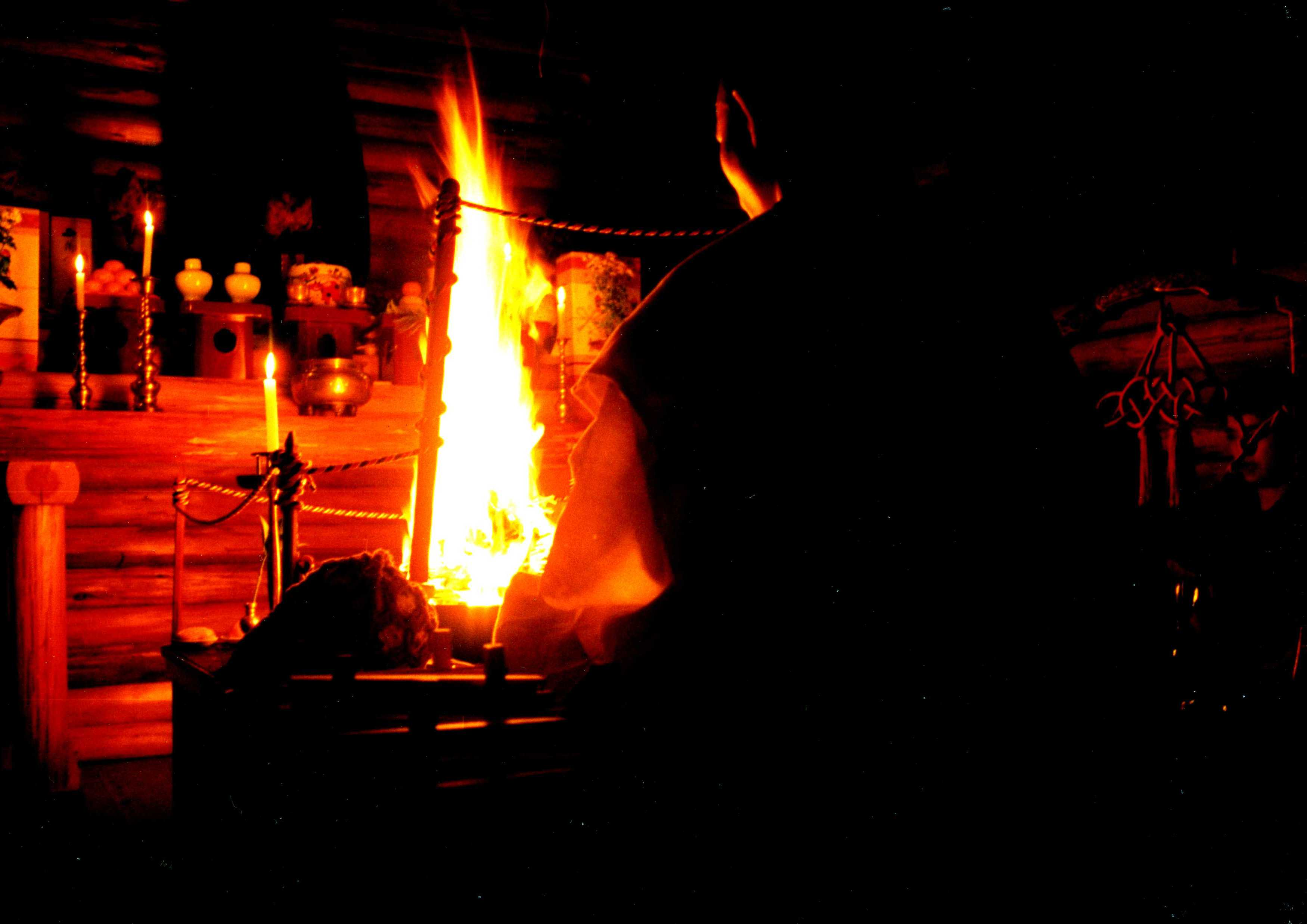
日本の修験道僧侶・立石光正による護摩

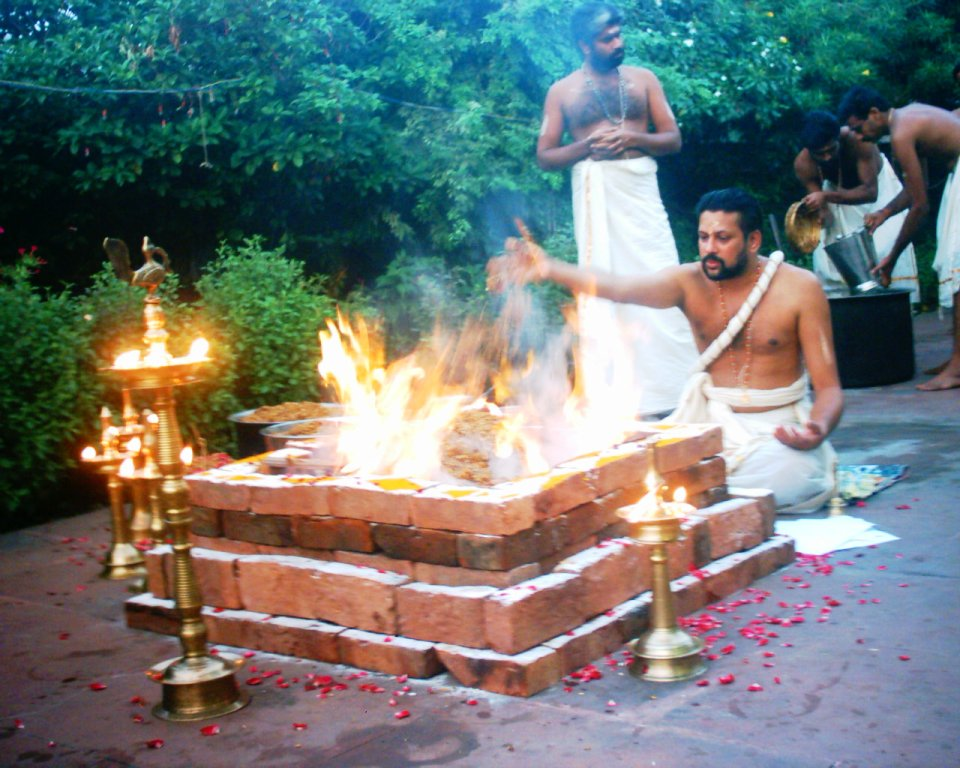
ヒンドゥー教におけるホーマ

護摩（ごま、梵: homa, ホーマ）とは、インド系宗教において行われる火を用いる儀式。「供物」「供物をささげること」「犠牲」「いけにえ」を意味するサンスクリットのホーマ（homa）を音訳して書き写した語である。

## バラモン教・ゾロアスター教
インドで紀元前1000年頃から成立したヴェーダ聖典に出ているバラモン教の宗教儀礼である。さらに遡れば、インド・イラン共通時代のアーリア人の宗教儀礼としての、火炎崇拝に起源を持つ。故に拝火教とも称されるゾロアスター教とも共通する同根の文化である。

## 仏教
仏教では当初、バラモン教のホーマ(護摩)の儀式を迷信的な呪術として否定していた。釈尊は「もし火によって穢れがなくなるというなら、朝から晩まで火を燃やしている鍛冶屋がもっとも穢れがなく解脱(げだつ)しているはずなのに、なぜバラモン教のカースト制度では鍛冶屋を最下級に位置づけるのか」と批判し、木片を燃やすという形式主義的な儀式よりも、人間の心の内面を輝かせる「永遠の火」こそが重要である、と指摘した。しかし、時代がくだって仏教がヒンドゥー教の影響で密教化すると、このホーマの儀式が仏教の中心的なものであるかのようになってしまった。そのような経緯もあり、護摩は主として密教に存在する修法となっている。基本的に日本の真言宗・天台宗、チベット仏教など密教系の宗派で行われる。専ら護摩を修するための堂宇を「護摩堂」（ごまどう）と称する。

### 護摩の種類
護摩壇に火を点じ、火中に供物を投じ、ついで護摩木を投じて祈願する外護摩の祈祷方法と、自分自身を壇にみたて、仏の智慧の火で自分の心の中にある煩悩や業に火をつけ焼き払う内護摩とがある。
また、その個別の目的によって一般的には次の五種に分類される。
1. 息災法（そくさいほう）…災害のないことを祈るもので、旱魃、強風、洪水、地震、火事をはじめ、個人的な苦難、煩悩も対象。
2. 増益法（そうやくほう）…単に災害を除くだけではなく、積極的に幸福を倍増させる。福徳繁栄を目的とする修法。長寿延命、縁結びもその対象。
3. 調伏法（ちょうぶくほう）…怨敵、魔障を除去する修法。悪行をおさえることが目的であるから、他の修法よりすぐれた阿闍梨がこれを行う。
4. 敬愛法（けいあいほう）…調伏とは逆に、他を敬い愛する平和円満を祈る法。
5. 鉤召法（こうちょうほう）…諸尊・善神・自分の愛する者を召し集めるための修法。

### 野外の護摩法要

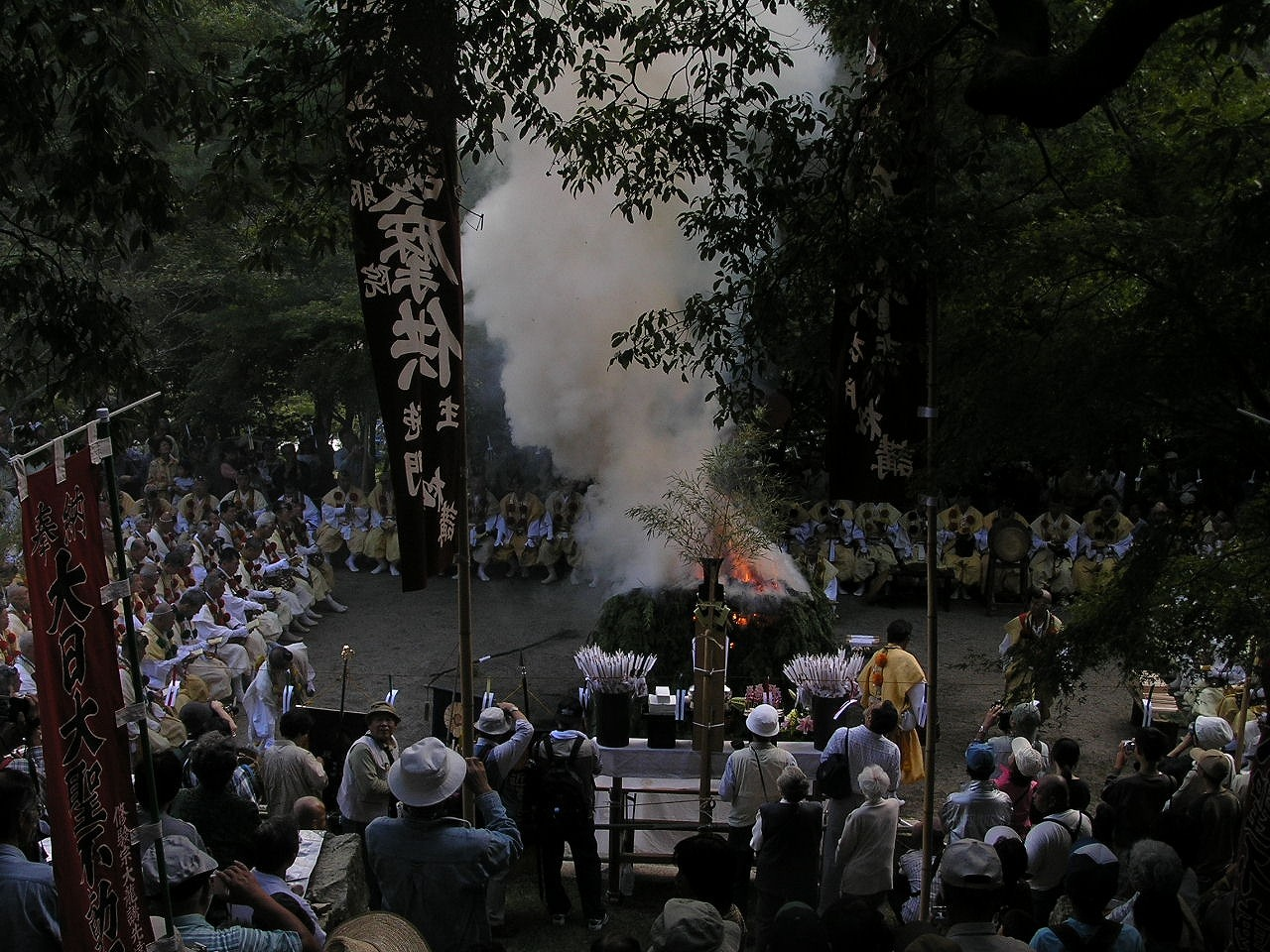
兵庫県三木市の伽耶院で山伏により毎年10月第2月曜日に行われる採燈大護摩供

修験道で野外において修される伝統的な護摩法要を、柴燈・採燈（灯）（さいとう）護摩という。日本の伝統的な二大修験道流派である真言系当山派では、山中で正式な密具の荘厳もままならず、柴や薪で檀を築いたために「柴燈」と称する一方、同じく伝統流派である天台系本山派では、真言系当山派の柴燈から採火して護摩を修するようになったため「採燈」と称する。伝統的な本山派・当山派の流派に属さない寺社や、分派・独立した宗団、密教系新宗教、神社などでも、独自の方法と解釈により「斉燈護摩」（真如苑）や「大柴燈護摩供」（阿含宗）、「お火焚き」「火祭り」などの別称を用いて実施されている。

## 神道
護摩は本来は仏教の密教の修法であるので、密教や修験道で行われるが、神道の神社の一部でも護摩が実施される。もともと神仏習合だった権現社や宮が、明治維新の神仏分離（神仏判然令）によって寺院を別の法人として改組した事例も少なくないが、現在でも神社において神職や山伏による護摩祭が続いていることがある。
- 愛宕神社（京都府京都市）の千日詣の夕御饌祭[3]
- 安井金比羅宮（京都府京都市）の春季金比羅大祭、秋季火焚祭[4]
- 熊野那智大社（和歌山県東牟婁郡那智勝浦町）の権現講祭[5]
- 八菅神社（神奈川県愛川町）の例大祭の護摩供養火生三昧の修法[6]
- 留辺蘂神社(北海道北見市)の三元十八神道護摩行事(不定期)

## プロ野球選手と護摩行
プロ野球選手のなかには、オフシーズンになると精神鍛錬を目的に護摩行を行う者もいる。もともとは1999年に、鹿児島県の最福寺にて金本知憲によって始められたとされ、なかでも2004年から始めた新井貴浩の毎年1月の護摩行は、プロ野球ファンの間でも冬の恒例行事として知られている。この金本・新井の影響を受け、會澤翼、堂林翔太、石原慶幸、小窪哲也ら広島東洋カープの選手を中心に、中田翔や清原和博など複数のプロ野球選手が護摩行に励んでいる。